# Certamen Art Jove de poesia Salvador Iborra
El Certamen Art Jove de poesia Salvador Iborra és un premi de poesia en homenatge al jove poeta valencià Salvador Iborra, assassinat el 2011. Aquest certamen, creat el 2018 i convocat per l'Associació d'Escriptors en Llengua Catalana, és una iniciativa inèdita de col·laboració entre tres institucions: l'entitat convocant (AELC) i dues institucions col·laboradores: l'Agència Catalana de la Joventut i l'Institut Balear de la Joventut.
El Certamen Art Jove de poesia Salvador Iborra s'adreça a joves escriptors i escriptores en llengua catalana que tinguin entre 16 i 30 anys. Un dels objectius d'aquest certamen, a banda d'esperonar i fomentar la literatura en llengua catalana, és el d'articular un espai de formació horitzontal que faciliti dinàmiques de coneixement, d'interrelació i de debat amb altres escriptors amb diversos nivells de trajectòria professional.
El premi pretén ser una eina de professionalització, ja que, a banda de les aportacions monetàries (2000 euros pel primer premi i 500 pel segon), Viena Edicions publica el poemari guanyador, que es presenta a diferents territoris de parla catalana amb l'assistència de la persona premiada. Es concedeix al mes de desembre. Des del 2025, l'editorial que publica l'obra guanyadora és Cap de Brot.

## Llista de premiats
| Any  | Guanyador                                         |
| ---- | ------------------------------------------------- |
| 2018 | Xavier Mas Craviotto, per Renills de cavall negre |
| 2019 | Chantal Poch, per L'ala fosca                     |
| 2020 | Laura Torres Bauzà, per Els temps últims          |
| 2021 | Max Codinach, per Els angles del vent             |
| 2022 | Jeroni Mas Fiol, per Castigar la fera             |
| 2023 | Jun Komura, per Els enyoooors                     |
| 2024 | Sasha Pradkhan, per Cap part                      |